# 大英帝国经济会议

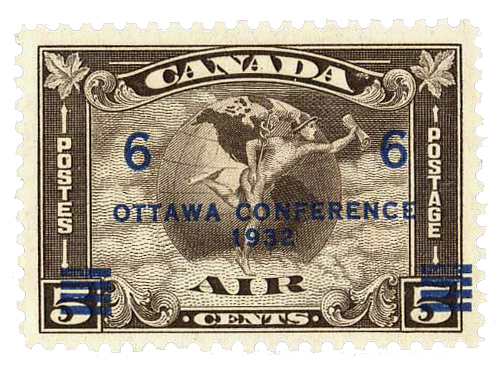
1932年加拿大大英帝国会议纪念邮票

大英帝国经济会议（英语：British Empire Economic Conference (Imperial Economic Conference)，亦称为帝国经济会议或渥太华会议）为1932年7月21日到8月20日，大萧条期间在渥太华所召开的大英帝国各殖民地及自治领政府间的帝国会议。
会议承认了大英帝国体制内采用金本位体制的失败并决议取消再返回金本位；会议亦决议在大英帝国内建立有限关税，并对其余世界部分建立共同关税区，该项决议被称为“帝国特惠制（Imperial Preference）”或“帝国自由关税区（Empire Free-Trade）”，秉承“英国本土生产第一，帝国内生产第二，其余世界生产第三”的关税制定原则。会议的结果产生了一系列的限期为5年的帝国内双边协议，同时对外取消自由贸易的政策导致了英国政府内的分裂：赫伯特·萨姆尔率领的自由党阁员离开政府，但约翰·西蒙爵士率领的国家自由党成员留在了当届政府。
值得注意的是，该次会有首次采纳了凯恩斯主义的观点，如政府介入降低利率，增加货币供给以及扩展政府财政支出。美国对此次会议持反感态度，因其所采取的帝国关贸优先权政策严重影响的美国在北美地区及跨大西洋地区的贸易，并对其国内经济产生负面影响。
此次会议亦是爱尔兰自由邦政府及纽芬兰作为自治领最后一次参加的帝国会议。

## 与会者
大英帝国经济会议由加拿大总督维尔·彭森比，第九代贝斯伯勒伯爵主持，国王乔治五世及他的首相们和其他帝国高级事务官员作为内阁代表参与了会议：
| 大英帝国成员 | 代表团主席              | 主席职务                           |
| ------------ | ----------------------- | ---------------------------------- |
| 加拿大自治领 | 理查德·贝德福德·贝内特  | 加拿大總理 (会议主席)              |
|              | 斯坦利·布鲁斯           | 澳大利亞財政部長                   |
| 英属印度     | 阿圖爾·钱德拉·查特基    | 印度副王特使                       |
| 愛爾蘭自由邦 | 斯恩·奧凱利             | 爱尔兰自由邦副总统                 |
| 紐芬蘭自治領 | 弗雷德里克·C·阿尔德迪斯 | 纽芬兰自治领首相                   |
| 新西兰       | 约瑟夫·戈登·考特斯      | 新西兰公共就业部大臣，失业事务部长 |
| 南羅德西亞   | 霍华德·昂温·莫法特      | 南罗德西亚殖民地首相               |
| 南非聯邦     | 尼科拉斯·哈文加         | 南非联邦财政大臣                   |
| 英国         | 斯坦利·鲍德温           | 樞密院議長                         |